# Portret Karola VII (obraz Jeana Fouqueta)
Portret Karola VII – obraz francuskiego malarza Jeana Fouqueta.

Portret Karola VII jest pierwszym wykonanym przez Fouqueta portretem i prawdopodobnie pierwszym takim portretem w sztuce europejskiej, który przedstawia władcę w naturalnych rozmiarach jako w pół-portrecie. Według Waldemara Łysiaka: 

Żaden Włoch nie ośmieliłby się wówczas namalować monarchy jako płaczliwego, zmęczonego człeka o kinolu zamiast nosa i o bezmyślnym, skapcaniałym wzroku, tak bardzo karykaturalnie, a tak mało idealizująco i bez odrobiny patosu

.

## Opis obrazu
Władca został ukazany pomiędzy dwoma upiętymi kotarami z niezwykłą purytańską prostotą. Ubrany jest w skromny czerwony ubiór z aksamitu wykończony kołnierzem i mankietami z brązowego futra. Na głowie ma błękitny kapelusz ze złotymi motywami "V" powtórzonymi wielokrotnie. Strój pozbawiony jest jakichkolwiek ozdób i królewskich insygniów. W ujętej w trzech czwartych twarzy oczy króla są wąskie, nos długi, wargi lekko wydęte. U góry i na dole znajduje się napis: le très victorieux roy de France Charles Septiesme de ce nom (Niezwyciężony król Francji Karol VII). Napis być może odnosi się do rozejmu z Tours w 1444 roku lub do zwycięskiej bitwy o Formigny z 1450 roku.
Obraz powstał przed wyjazdem Fouqueta do Włoch; historyk sztuki Charles Sterling datuje obraz na lata 1444-1445 choć po przeprowadzonych badaniach radiograficznych i on był skłonny przesunąć datę powstania portretu na okres już po podróży. Portret nosi jeszcze cechy gotyckie i pozbawiony jest wpływów malarstwa włoskiego jakim charakteryzowały się jego kolejne dzieła. Nosi natomiast cechy malarstwa niderlandzkiego i przypomina Portret małżonków Arnolfinich Jana van Eycka.

## Historia obrazu
W 1838 roku został zakupiony przez muzeum Luwr. Atrybucja nie była wówczas tak oczywista; portret przypisywano nieznanemu malarzowi greckiemu. Po łatwej identyfikacji postaci, historycy przypisali autorstwo Fouquetowi, który był malarzem nadwornym u Karola VII. Portret jest identyfikowany z tym, który Karol VII umieścił w Sainte Chapelle w Bourges, jako portret towarzyszący portretowi królowej. Obraz pozostał w kaplicy, aż do jej rozebrania w 1757 roku.